# تفکر انتقادی

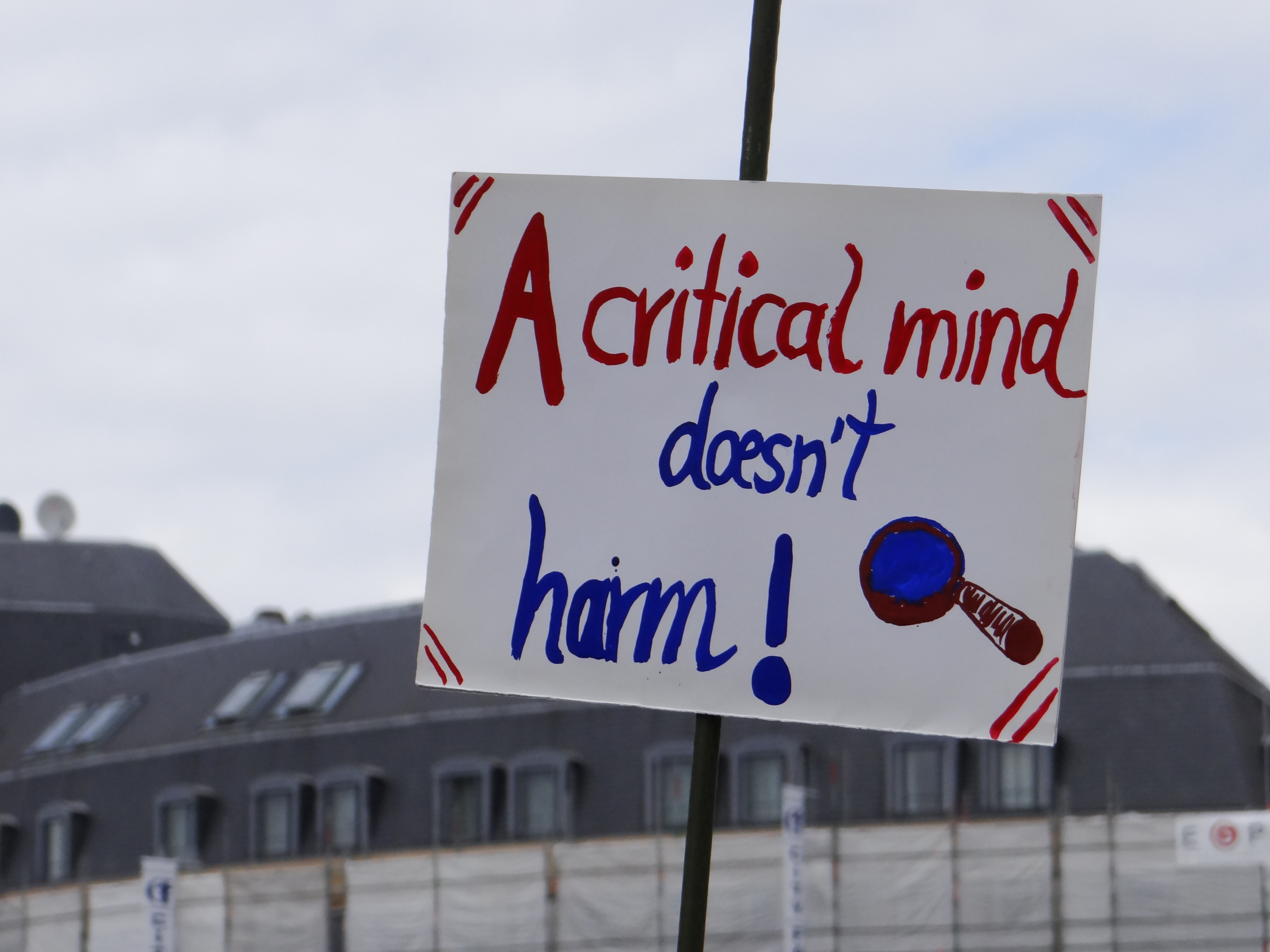
شعار نوشته‌ی "ذهن نقادانه ضرری ندارد!" در راهپیمایی برای علم، بروکسل، بلژیک، سال ۲۰۱۷.

تفکر انتقادی یا تفکر نَقّادانه فرآیند تحلیل حقایق، شواهد، مشاهدات و استدلال‌های موجود به‌منظور رسیدن به نتیجه‌گیری‌های منطقی یا انتخاب‌های آگاهانه است. این فرایند شامل شناسایی فرضیات پنهان، ارائه دلایل برای ایده‌ها و اقدامات، ارزیابی این دلایل با مقایسه دیدگاه‌های مختلف، و بررسی منطقی بودن و پیامدهای احتمالی آن‌هاست. هدف تفکر انتقادی، رسیدن به قضاوتی بر پایه تحلیل و ارزیابی منطقی، شک‌گرایانه و بی‌طرفانه است.
در دوران مدرن، استفاده از عبارت «تفکر انتقادی» به جان دیویی بازمی‌گردد که از اصطلاح «تفکر تأملی» استفاده می‌کرد. این نوع تفکر به میزان دانش فرد وابسته است و کیفیتی که یک فرد می‌تواند در تفکر انتقادی از خود نشان دهد نیز بسته به همین دانش پایه متفاوت خواهد بود. فیلسوف ریچارد دبلیو. پل معتقد است که تفکر و تحلیل انتقادی مهارت‌هایی هستند که می‌توان آن‌ها را آموخت یا آموزش داد. به‌کارگیری تفکر انتقادی مستلزم عادت‌های ذهنی‌ای است که خودمحور، خودانضباط، خودنظارتی و خوداصلاح‌گر هستند. چرا که تفکر انتقادی امری طبیعی نیست و باید آن را در خود پرورش داد؛ برای موفقیت در پرسشگری و استدلال، فرد باید مسئولیت این فرایند را بپذیرد. تفکر انتقادی مستلزم تعهدی سخت‌گیرانه برای غلبه بر خودمحوری و جامعه‌محوری است؛ این تعهد منجر به تسلط آگاهانه بر مهارت‌های ارتباط مؤثر و حل مسئله خواهد شد.

## دورنما
هنگامی که مشغول اندیشیدن هستیم، معمولاً هدف ما فهمیدن چیزی است. می‌کوشیم تا پرسشی را پاسخ گوییم، مسئله‌ای را حل کنیم، نتیجه‌گیری را اثبات کنیم. می‌خواهیم بدانیم علت جنگ‌های داخلی چه بود، به کدام یک از نامزدها رأی دهیم یا چگونه به تعطیلات برویم تا به ورشکستگی‌مان نینجامد. در همهٔ این موارد، می‌توان گفت که می‌کوشیم معرفتی کسب کنیم که از پیش نداریم؛ و در اغلب موارد نمی‌توانیم آن معرفت را با مشاهدهٔ مستقیم حاصل کنیم. باید قدری استدلال کنیم، دو دو تا چهار تا کنیم، استنباط کنیم، و از اطلاعات موجود نتیجه‌گیری کنیم.
این شیوهٔ رویکرد به موضوعات را با صفت تحلیلی هم توصیف می‌کنند. تفکر انتقادی تفکری تحلیلی است، یعنی موضوع را می‌شکافد، اجزای آن را دانه‌دانه می‌سنجد و در ادامه شیوهٔ ترکیب آن‌ها را وارسی می‌کند. در دوران باستان ارسطو استاد این کار بوده‌است. شگرد تفکر ارسطو را نادیده گرفته‌اند. آنچه از ارسطو در قرون وسطی به مانع تفکر بدل می‌گردد، برخی آموزه‌های او بوده‌است. محتوای کار او مانع شناخت درست صورت و شیوهٔ کار او شده‌ است.
در آستانهٔ عصر جدید فیلسوفی به نام رنه دکارت سر برمی‌آورد که به اندیشهٔ تحلیلی جان تازه‌ای می‌دهد. اندیشهٔ انتقادی تحلیلی او بنای فکر قرون وسطایی را ویران می‌کند. این اندیشه چیز پیچیده‌ای نیست. با مبانی آن می‌توان آشنا شد.

## تعاریف تفکر انتقادی
تعاریف مختلفی از تفکر انتقادی وجود دارد؛ زیرا تفکر انتقادی مفهومی چندبعدی و شامل فعالیت‌ها و پردازش‌های ذهنی پیچیده‌است که به آسانی قابل توصیف و اندازه‌گیری نیستند. تعریف ساده تفکر انتقادی میتواند توانایی مطلوب برای تصور کردن، تحلیل کردن و ارزیابی کردن انواع اطلاعات به‌منظور تعیین صحت و اعتبار آنها باشد.

### فلاسفهٔ یونان
فیلسوفانی مانند سقراط، افلاطون و ارسطو تفکر انتقادی را توانایی  آزمودن و تفکر دربارهٔ اندیشه‌ها و ارزش‌ها می‌دانستند.

### جان دیویی
از جان دیویی به عنوان پدر تفکر انتقادی مدرن یاد می‌شود. او تفکر انتقادی را تفکری تأملی یا تفکر عمیق می‌دانست و آن را اینگونه تعریف می‌کرد: «بررسی فعال، پایدار و دقیق یک باور یا صورتی مفروض از دانش در پرتو زمینه‌های پشتیبان و نتایج بعدی آن». منظور از فعال بودن این است که ایده‌ها و اطلاعات از کس دیگری گرفته نشده باشد (که به آن پردازش منفعل می‌گوییم)؛ در عوض، فرد باید خودش بیندیشد، سؤال مطرح کند و به جمع‌آوری اطلاعات بپردازد. منظور از پایداری و دقیق بودن این است که بدون فکر کردن دربارهٔ چیزی به نتیجه‌گیری ناگهانی نپردازیم. مهم‌ترین نکته در تعریف دیویی، زمینه‌هایی است که از باور مورد نظر پشتیبانی می‌کند. در واقع، آنچه دیویی مهم می‌داند، دلایلی است که برای باورهایمان داریم و نتایجی است که این باورها به دنبال دارند.

### ادوارد گلاسر
ادوارد گلاسر که یکی از پدیدآورندگان پرکاربردترین آزمون سنجش تفکر انتقادی است، با وام گرفتن از نظریهٔ دیویی، تفکر انتقادی را اینگونه تعریف می‌کند:
- نگرش تمایل به بررسی متفکرانهٔ مسائل و موضوعاتی که در حیطهٔ تجربهٔ فرد قرار می‌گیرند.
- دانش روش‌های تحقیق و استدلال منطقی
- مهارت در بکارگیری روش‌های مذکور. تفکر انتقادی مستلزم تلاشی مداوم برای بررسی هر باور یا شکل مفروضی از دانش در پرتوی شواهدی است که آن را تائید می کند و نتیجه گیری های بعدی که به آن گرایش دارد.[۱۳]

### رابرت انیس
رابرت انیس، یکی از معروف‌ترین کسانی است که به رشد سنت تفکر انتقادی کمک کرده. او می‌گوید: «تفکر انتقادی، تفکری تأملی و منطقی است که بر تصمیم گرفتن دربارهٔ این که چه چیزی را باور کنیم یا انجام دهیم تمرکز دارد.» توجه این تعریف به تصمیم‌گیری دربارهٔ «انجام دادن»، چیزی است که در تعاریف گذشته تصریح نشده بود؛ لذا از منظر انیس، تصمیم‌گیری جزئی از تفکر انتقادی محسوب می‌شود.

### ریچارد پاول
ریچارد پاول تعریف نسبتاً متفاوتی از تفکر انتقادی ارائه می‌دهد: «تفکر انتقادی حالتی از فکر کردن دربارهٔ هر موضوع، محتوا یا مسئله است که فرد در آن، کیفیت تفکر خود را با بر عهده گرفتن ساختارهای درونی تفکر و اعمال استانداردهای عقلانی بر روی آن‌ها بهبود می‌بخشد.» نکتهٔ جالب این تعریف، توجه به جنبه‌ای از تفکر انتقادی است که مورد توافق معلمان و پژوهشگران واقع شده و آن این که تنها راه واقعی برای رشد توانایی تفکر انتقادی، «فکر کردن دربارهٔ تفکر خود» (که فراشناخت نامیده می‌شود) و تلاش آگاهانه برای ارتقای آن با استفاده از برخی مدل‌های تفکر خوب در آن حوزه است.

## مهارت‌های زیربنای تفکر انتقادی
ادوارد گلاسر، مجموعه‌ای از مهارت‌های زیربنای تفکر انتقادی را برمی‌شمارد:
1. بازشناسی مسائل
2. پیدا کردن وسیله‌هایی کاربردی برای مواجهه با آن مسائل
3. جمع‌آوری و دسته‌بندی اطلاعات مرتبط
4. بازشناسی فرض‌ها و ارزش‌های بیان‌نشده
5. فهم و استفادهٔ دقیق، واضح و تفکیک‌شده از زبان
6. تفسیر داده‌ها
7. سنجش شواهد و ارزشیابی گزاره‌ها
8. بازشناسی روابط منطقی موجود بین گزاره‌ها
9. استخراج نتایج تضمینی و تعمیم آن‌ها
10. آزمودن تعمیم‌ها و نتایجی که فرد به آن دست یافته‌است
11. بازسازی الگوی باورهای فرد بر پایهٔ تجارب گسترده‌تر
12. ارائهٔ قضاوت‌های دقیق دربارهٔ کیفیت‌ها و چیزهای خاص در زندگی روزمره[۱۳]

## ارزش‌های پایه
تفکر انتقادی (که از آن با عنوان سنجشگرانه اندیشی نیز یاد می‌شود) اندیشیدن سنجشگرانه بر مضمون حرف‌هایی است که می‌شنویم و می‌خوانیم و بررسی دقیق استدلال‌هایی است که آن حرف‌ها به کمک آن‌ها خود را استوار جلوه می‌دهند. انتقاد به معنای سنجیدن است نه ایراد گرفتن؛ غرغر کردن، بهانه گرفتن، عیب‌جویی و بدخویی را نباید به عنوان تفکر انتقادی در نظر گرفت. دو گونه اندیشهٔ انتقادی قابل تصور است: یکی خود خواهانه یا سفسطه‌ای که فرد سعی می‌کند با استفاده از قدرت تحلیل خود به منافع شخصی برسد و دیگری درست بینی یا بی‌طرفی که در آن فرد سعی می‌کند تمام جوانب امر را به صورت یکسان و بدون ارجحیت دادن به دلایل احساسی و منفعت طلبانه ببیند.

### روشن‌اندیشی
تفکر انتقادی در هنگام سنجش‎گری از ارزش‌های فکری خاصی حرکت می‌کند. متنی را می‌خوانیم که موضوع در آن چنان پیچانده شده که هیچ نمی‌توان از آن سر درآورد، در حالی که اصل قضیه ساده است و ما باید آن را با آگاهی و دقتی متعارف درک کنیم. در این‌جا به نویسندهٔ آن انتقاد می‌کنیم که نه روشن‌اندیش، بلکه تاریک‌اندیش است. پس روشنی یک ارزش در تفکر انتقادی است. ما می‌خواهیم به روشنی برسیم. می‌پرسیم و می‌پرسیم، و با این کار گویی نقب زنیم تا از پهنه‌ای تاریک به روشنایی گام بگذاریم. به نویسنده انتقاد می‌کنیم که مفهوم‌ها و گزاره‌هایش دقت ندارند. دقت نیز یک ارزش مهم در تفکر انتقادی است. مفهوم یا تعریف دقیق مثل یک ابزار دقیق است، چنگ می‌زند و آن بخش از واقعیت را که می‌خواهد بگیرد، می‌گیرد. ابزار نادقیق به هدف نمی‌خورد و بعید نیست که موضوع کار را خراب کند. مته را کج می‌زنیم و پیچ مسیر غلطی را می‌رود. مفهوم نادقیق نیز ذهن را به جایی نامربوط می‌کشاند.

### بدیهیات
ارزش دیگر در تفکر انتقادی بداهت است. آنچه بدیهی است وضوحی شهودی دارد، یعنی ما بنابر تجربه مستقیم خودمان یا خردورزی‌مان می‌دانیم که درست است، انگار ما در ذهن یا در واقعیت در کمال آگاهی شاهد آن هستیم.
اگر ما از امور بدیهی حرکت کنیم و با شیوهٔ سنجیده‌ای در ترکیب، اطلاعات خود را از آن‌ها درهم آمیزیم، به آگاهی پیچیده‌ای می‌رسیم که چون ریشه در امور بدیهی دارد، احتمال می‌رود که درست باشد. می‌گوییم احتمال می‌رود، چون همیشه ممکن است در ترکیب اطلاعات اشتباه صورت گیرد. وقتی متنی را با دید انتقادی می‌خوانیم، توجه داریم که آیا گزاره‎های آن با بدیهیات تجربی و عقلی همخوان هستند یا نه.
از عبارت‌هایی چون «واضح و مبرهن است» نیز به همین طریق سوءاستفاده می‌شود. می‌نویسند: «واضح است که…» ما باید مکث کنیم و بپرسیم: واقعاً واضح است؟ یا می‌نویسند: «مبرهن است که…» یعنی در مورد موضوع برهان عقلی آورده‌اند. باید بپرسیم: واقعاً موضوع مستدل است؟ عبارتهایی مثل «بدیهی است که…» و «واضح و مبرهن است که…» ما را دعوت می‌کنند که ادعایی را که به دنبال آن‌ها می‌آید، بی هیچ اندیشه‌ای بپذیریم. اندیشۀ انتقادی به ما می‌آموزد که در اینجا باید درست رفتار معکوسی داشته باشیم، یعنی دقت ورزیم که آیا ادعا به راستی پذیرفتنی است یا نه.

### تناقض‌ها
ارزشی دیگر در اندیشهٔ انتقادی همخوانی است. سر و ته یک متن یا سخن باید باهم بخوانند. اگر نویسنده و گوینده دچار تناقض شوند، یا این که اینجا از این اصل حرکت کند و آنجا که موردی مشابه در وضعیتی مشابه است از اصلی دیگر، بر پایهٔ این ارزش به او انتقاد می‌کنیم.
کشف تناقض همیشه ساده نیست. ما باید متن یا سخن را تجزیه و تحلیل کنیم تا ساختار آن برایمان روشن شود، تا بتوانیم ببنیم آیا دچار تناقض شده‌است یا نه. در بسیاری اوقات با خبری مواجه می‌شویم که خود به خود حاوی تناقض نیست و حرفی کوتاه است که سر و ته آن با هم می‌خوانند. در اینجا آن را باید در متن زندگی و واقعیت قرار دهیم تا بطلان آن را دریابیم.
نوع دیگر تناقض بیشتر در هنگام اندیشیدن مستقل و نه فکر بر روی گفتار یا نوشتار دیگران پیش می‌آید. اندیشیدن انسان همواره جهت‌دار است و احساسات و برداشت‌های پیشین آدمی یا به تعبیر دیگر سوگیری (Bias) در آن اثر می‌گذارد. از این رو باید تا جایی که می‌توان تمایل خودفریبی که به‌طور طبیعی در انسان وجود دارد را شناخت و در مقابل آن ایستاد. گاهی این ایستادن سبب سوگیری در جهت مخالف می‌شود. در اندیشۀ انتقادی باید تا جایی که می‌توان سوگیری را کم کرد اما توجه داشت که به اندیشه بدون سوگیری نمی‌توان رسید. یکی از راه‌های کم کردن سوگیری مراجعه به آرای دیگران و بحث کردن پیرامون موضوع با هدف رسیدن به شناخت و نه اثبات عقیده است. این کار باعث می‌شود نقاط کور اندیشه ما که خودمان توانایی دیدن آن را نداریم ببینیم.

### منطق
ارزش دیگری که در اینجا لازم است از آن یاد کنیم استدلال متین و استوار است. اندیشهٔ انتقادی استدلال سست را نمی‌پذیرد. استدلال باید پایه‌های محکمی داشته باشد یعنی از مقدماتی درست حرکت کند و آن‌ها را به صورتی منطقی با یکدیگر ترکیب کرده و به نتیجه برساند. اندیشه انتقادی تفکر منطقی است. منطق شیوه و اصول سنجیدهٔ تعریف و استدلال است.

## فراگیری
اندیشهٔ انتقادی بر پایهٔ مفاهیم و قانون‌هاست، نه بر پایهٔ فراروند پله پله یا شل و محکم. ممکن است طرز اندیشیدن شخصی ناواضح، غیر دقیق، نامربوط، غیرمنطقی و سطحی باشد. راه‌های مختلفی هست که ممکن است تفکر شخص مشکل‌دار باشد.
به تازگی برخی آزمایش‌هایی که هنوز در مراحل ابتدایی هستند؛ نشان داده که برخی زمان‌ها شخص تصمیمات پیچیده‌ای را پیش از آگاهی از تمام فکت‌ها و داده‌ها می‌گیرد. از آنجایی که چنین روشی اندیشیدن انتقادی نیست (چون برای اندیشهٔ انتقادی نیاز به بازتاب دقیق هست) پس استفاده از مهارت‌های اندیشهٔ انتقادی، نیاز به تلاش بیشتر (بر خلاف طبیعت انسان - که تصمیم‌گیری بدون دانستن همه داده‌هاست) دارد.

## تعاریف
به طور کلی تفکر انتقادی به شکل زیر تعریف می گردد:
- "روند پویا و ماهرانه در تجسم، به‌کارگیری، تحلیل، ترکیب و سنجش اطلاعات برای دستیابی به یک پاسخ و یا یک نتیجه‌گیری را تفکر انتقادی می نامند."[۱۹]
- "تفکر منظمی است که واضح، معقولانه، روشن‌فکرانه و برپایهٔ مستندات باشد."[۱۹]
- "قضاوتی است دارای اراده و خودتنظیمی که در نتیجۀ آن تفسیر، تحلیل، ارزیابی و استنباط می‌گردد و همچنین به شرح معیارهای مفهومی و روش های شناختی بر آن اساس می پردازد."[۲۰]
- " این تفکر شامل به‌کاربستن دلیل در چارچوب عقایدمان است."[۲۱]
- مهارت و تمایل برای شرکت در یک فعالیت همراه با تردید فکری. (McPeck, 1981) [۲۲]
- فکر کردن دربارهٔ افکار دیگری به شکلی که آنها را سازماندهی کرده و شرح داده، و کارایی و بهره‌وری آن را افزایش داده؛ همچنین نواقص و تعصبات را شناسایی کرده است. تفکر انتقادی، نه تفکر "سخت" است و نه در جهت حل مشکلات است. ( از "بهبود بخشیدن" تفکرات دیگران متمایز است) تفکر انتقادی، تفکری باطنی است با مقصود به حداکثر رساندن عقلانیت شخص متفکر. شخصی از تفکر انتقادی برای حل مشکلات استفاده نمی‌کند در حالی که شخصی دیگر برای بهبود روند فکری دیگری، از آن بهره می‌گیرد.[۲۳]
- "ارزیابی ای بر اساس تحلیل و ازریابی دقیق."[۲۴]

تفکر انتقادی محققان معاصر این تعاریف قدیمی را بسط داده و کیفیت‌ها، مضامین، و روندهایی همچون خلاقیت، تصور، اکتشاف، انعکاس، تلقین، علوم مرتبط، فردیت، ابهام و نااتمام را با آن متضمن نموده‌اند. برخی از تعاریف تفکر انتقادی از به‌کارگیری این‌ها مستثنی هستند.

## تفکر انتقادی و عقلانیت
کری س. والترز ( دلیل فکر کردن دوباره، 1994) به مبحث تقاضای عقلانیت فراتر از روش‌های قدیمی و منطقی در حل مشکلات و تحلیل چیزی که "جامعیت توجیه" نامیده می شود، می‌پردازد، و همچنین "رفتارهای شناختی مانند تصور، خلاقیت ذهنی، و بینش" را مورد سنجش قرار می دهد. (صفحه 63) این "عملکرد ها" روی اکتشاف، مراحل انتزاعی، نگرش های قانون محور در راستای حل مشکلات، تمرکز دارند. ذهنی با طرز فکر اصولی و ذهنی با طرز فکر خلاق، برای دستیابی به طرز فکر عقلانی باهم، هم‌راستا و ترکیب گردند.

## کاربردها
لیستی از استعدادهای تفکرات انتقادی شامل مشاهده، تفسیر، تحلیل، استنتاج، سنجش، توضیح و فراشناخت است. طبق اظهارات رینولد (2011)، یک فرد یا یک گروه برای به‌کارگرفتن تفکر انتقادی باید به مواردی ملاحظه کنند که عبارت‌اند از:
- شواهد طبق حقایق
- مهارت برای جدا کردن مشکل از موقعیت.
- معیارهای مناسب و مربوط برای قضاوت کردن بدون اشکال.
- روش‌های قابل اجرا یا تکنیک‌هایی برای شکل گرفتن قضاوت.
- ساختارهای نظری قابل اجرا برای درک مشکل و سؤال موجود.

تفکر انتقادی به دنبال مشخصه ای است که:
- اشکالات را تشخیص داده و راهی اجرایی برای آن ارائه دهد
- درک اهمیت اولویت‌بندی و ترتیب حق تقدم در حل مشکل
- جمع‌آوری و ترتیب‌دهی به اطلاعات (مربوط)
- شناسایی فرضیات و مقادیر تعیین نشده
- درک و به کار بستن زبان همراه با صحت، وضوح و تشخیص و تمیز
- تفسیر داده‌ها برای ارزیابی کردن شواهد و سنجش استدلال‌ها
- شناخت وجود (یا عدم وجود) روابط منطقی بین اصول یا طرح‌ها
- رسیدن به نتیجه‌های تضمینی و عمومیت‌ها.
- قرار دادن آزمونی برای نتیجه‌گیری و عمومیت دادن به آن که می‌رسد.
- بازسازی کردن الگوی عقاید خود بر اساس تجربیات گسترده‌تر
- تصمیم‌گیری‌های دقیق در مورد چیزهای خاص و خصوصیات در زندگی روزمره.

به طور خلاصه:
"یک تلاش مداوم برای آزمودن هر گونه اعتقادی و یا شکلی از علم بر اساس مدارک و شواهد است که پشتیبانی‌کننده و یا تکذیب کنندهٔ آن و نتیجه‌گیری‌های پیش رو که به آنها تمایل دارند، می باشد."